# South East Wales (circonscription du Parlement européen)
Ne doit pas être confondu avec South Wales East (circonscription du Parlement européen).
South East Wales était une circonscription du Parlement européen couvrant le sud-est du pays de Galles,.y compris Gwent et certaines parties de Mid Glamorgan.
Avant l’adoption uniforme de la représentation proportionnelle en 1999, le Royaume-Uni utilisait le système uninominal à un tour pour les élections européennes en Angleterre, en Écosse et au pays de Galles. Les conscriptions du Parlement européen utilisées dans ce système étaient plus petites que les circonscriptions régionales les plus récentes et ne comptaient chacune qu'un seul membre au Parlement européen.
La circonscription se composait des circonscriptions du Parlement de Westminster Aberdare, Abertillery, Bedwellty, Caerphilly, Ebbw Vale, Merthyr Tydfil, Monmouth, Newport, Pontypool, Rhondda.
La circonscription a été remplacée par celle du South Wales East en 1984
Le siège est devenu une partie de la circonscription beaucoup plus grande du Pays de Galles en 1999.

## Membre du Parlement européen
| Élection                    | Élection | Portrait | Membre       | Parti        |
| --------------------------- | -------- | -------- | ------------ | ------------ |
|                             | 1979     |          | Allan Rogers | Travailliste |
| 1984 circonscription abolie |          |          |              |              |